# Finale de la Coupe des clubs champions européens 1975-1976
La finale de la Coupe des clubs champions européens 1975-1976 voit le Bayern Munich remporter sa troisième Coupe des clubs champions consécutive dans le stade d'Hampden Park à Glasgow (Écosse). Les Bavarois s'imposent sur le score de 1-0 face aux joueurs de l'AS Saint-Étienne, au terme d'une rencontre qui marqua la mémoire collective des supporters de football français.

## Parcours des finalistes
Note : dans les résultats ci-dessous, le score du finaliste est toujours donné en premier (D : domicile ; E : extérieur).
| Bayern Munich         | Bayern Munich | Bayern Munich | Bayern Munich |                     | AS Saint-Étienne | AS Saint-Étienne | AS Saint-Étienne | AS Saint-Étienne | AS Saint-Étienne |
| --------------------- | ------------- | ------------- | ------------- | ------------------- | ---------------- | ---------------- | ---------------- | ---------------- | ---------------- |
| Adversaire            | Total         | Aller         | Retour        | Tour                | Adversaire       | Total            | Aller            | Retour           |                  |
| AS La Jeunesse d'Esch | 8 - 1         | 5 - 0 (E)     | 3 - 1 (D)     | Seizièmes de finale | KB Copenhague    | 5 - 1            | 2 - 0 (E)        | 3 - 1 (D)        |                  |
| Malmö FF              | 2 - 1         | 0 - 1 (E)     | 2 - 0 (D)     | Huitièmes de finale | Glasgow Rangers  | 4 - 1            | 2 - 0 (D)        | 2 - 1 (E)        |                  |
| Benfica Lisbonne      | 5 - 1         | 0 - 0 (E)     | 5 - 1 (D)     | Quarts de finale    | Dynamo Kiev      | 3 - 2            | 0 - 2 (E)        | 3 - 0 ap (D)     |                  |
| Real Madrid           | 3 - 1         | 1 - 1 (E)     | 2 - 0 (D)     | Demi-finales        | PSV Eindhoven    | 1 - 0            | 1 - 0 (D)        | 0 - 0 (E)        |                  |

## Contexte
Depuis 17 ans, et le Stade de Reims en 1959, jamais un club français n'avait de nouveau atteint ce stade de la compétition. Par ailleurs, l'AS Saint-Etienne suscite un engouement particulièrement fort en France. On parle d'« épopée des Verts » pour qualifier le parcours du club lors de cette Coupe d'Europe qui élimina des équipes prestigieuses telles que le Dynamo Kiev (avec le Ballon d'or 1975 Oleg Blokhine) et le PSV Eindhoven,.
Gérard Farison et Christian Synaeghel, deux cadres de l'AS Saint-Etienne, sont forfaits pour cause de blessure à la suite d'une âpre rencontre disputée le 4 mai face au Nîmes Olympique (match de retard comptant pour la 27e journée),. Ils sont remplacés respectivement par Pierre Repellini et Jacques Santini. Quant à Dominique Rocheteau, blessé à la cuisse en demi-finale, il est incertain jusqu'au bout. Le matin du match, Robert Herbin annonce que l'« Ange vert » est finalement inscrit comme remplaçant et qu'il ne pourra tenir que quelques minutes sur le terrain.
Le Bayern Munich, double tenant du titre, apparaît quant à lui comme le favori du match. Le club aligne une équipe composée de grands joueurs, pour la plupart champions du monde en 1974, comme Gerd Müller, Hans-Georg Schwarzenbeck, et bien-sûr Franz Beckenbauer. De plus, le club allemand dispose de l'atout psychologique d'avoir éliminé les « Verts » en demi-finale de l'édition précédente de la compétition.

## Le match
Plus de 25 000 supporters stéphanois (sur un total de 54 000) font le déplacement à Glasgow pour soutenir les « Verts » qui dominèrent les débats pendant les trente premières minutes et poussèrent même ensuite à plusieurs reprises les Allemands dans leurs derniers retranchements. Mais ils jouèrent de malchance puisqu'une frappe de 25 mètres de Bathenay et une tête à bout portant de Santini échouèrent sur la barre. À chaque fois, Maier était battu. Entre-temps, Ćurković avait failli l'être lui aussi puisqu'il dût s'y reprendre à trois fois pour stopper un tir terrible d'Hoeness.
En deuxième mi-temps, l'AS Saint-Étienne toujours aussi entreprenante, se procura une nouvelle occasion franche quand Sarramagna, sur un centre de P. Revelli, plaça un coup de tête qui échoua à quelques centimètres du but munichois. Bousculé, le Bayern fit alors preuve d'un réalisme exceptionnel. Après une charge de Piazza sur Müller, l'arbitre de la rencontre, M. Palotai, accorda un coup franc aux 20 mètres que Roth expédia, d'une frappe tendue, au ras du poteau droit de Ćurković (57e). 
Ce but fut loin de décourager les « Verts », qui repartirent de plus belle à l'attaque pour tenter d'égaliser. Larqué et ses coéquipiers eurent la possibilité d'y parvenir dans un dernier quart d'heure très animé mais la défense allemande fit bonne garde jusqu'au bout. M. Palotai n'accorda pas à Piazza le penalty qu'il demandait et Santini buta sur Maier. Les hommes d'Herbin avaient laissé passer leur chance, et l'entrée en jeu de Rocheteau à la 83e (en remplacement de Sarramagna), avec l'apport de son coup de rein, ne changea pas le cours de la partie. Après un dernier arrêt de Maier sur un tir de P. Revelli, la défaite des « Verts » était consommée. Pour la troisième année consécutive, la Coupe d'Europe des clubs champions prenait la direction de Munich,.

## L'après-match
Les joueurs stéphanois, malgré la défaite, seront accueillis en héros à leur retour en France le lendemain. À la suite d'une idée spontanée venant de France Inter, ils défileront sur l'avenue des Champs-Élysées, suivis par cent mille supporters, de la place de l'Étoile jusqu'au palais de l'Élysée, où ils seront reçus par le président de la République Valéry Giscard d'Estaing.
Le club allemand organisera quant à lui un dîner festif le week-end suivant.

### La «finale des poteaux carrés»
Les montants d'Hampden Park avaient la particularité d'être carrés, ce qui était assez rare car ce type d'anciens montants avaient été remplacés dans la plupart des grands stades par des montants ronds. Le match fut ainsi surnommé du côté français la « finale des poteaux carrés » en raison des deux tentatives de Bathenay et Santini. Pour certains, si les poteaux avaient été ronds, les Stéphanois auraient pu marquer, alimentant la légende autour de cette rencontre. Mais en réalité, personne ne peut vraiment dire si le ballon serait rentré,.

### Commentaires de la presse européenne
Les quotidiens de l'ensemble de l'Europe ne titreront pas en faveur de la formation bavaroise mais salueront plutôt la performance du club français. L'espagnol Marca titrera : « Ce n'est pas le meilleur qui a gagné ». La presse écossaise écrit quant à elle « Un Larcin » pour qualifier la victoire allemande. Le britannique The Sun est sans équivoque : « Le Bayern vole la coupe aux Français ».

## Feuille de match
| 12 mai 1976 | Bayern Munich | 1 – 0   | AS Saint-Étienne | Hampden Park, Glasgow                           |                                                 |
| 20 h 15 BST | Roth 57e      | (0 – 0) |                  | Spectateurs : 54 864 Arbitrage : Károly Palotai | Spectateurs : 54 864 Arbitrage : Károly Palotai |
| 20 h 15 BST | Rapport       |         |                  | Spectateurs : 54 864 Arbitrage : Károly Palotai | Spectateurs : 54 864 Arbitrage : Károly Palotai |

| Bayern Munich | Saint-Étienne |

|                |    |                          |  |
|                |    |                          |  |
| G              | 1  | Sepp Maier               |  |
| D              | 2  | Johnny Hansen            |  |
| D              | 3  | Udo Horsmann             |  |
| D              | 4  | Hans-Georg Schwarzenbeck |  |
| D              | 5  | Franz Beckenbauer        |  |
| M              | 6  | Franz Roth               |  |
| A              | 7  | Karl-Heinz Rummenigge    |  |
| M              | 8  | Bernd Dürnberger         |  |
| A              | 9  | Gerd Müller              |  |
| A              | 10 | Uli Hoeness              |  |
| M              | 11 | Jupp Kapellmann          |  |
| Remplaçants :  |    |                          |  |
| G              | 22 | Hugo Robl                |  |
| Entraîneur :   |    |                          |  |
| Dettmar Cramer |    |                          |  |

|               |    |                      |  |     |
|               |    |                      |  |     |
| G             | 1  | Ivan Ćurković        |  |     |
| D             | 2  | Gérard Janvion       |  |     |
| D             | 3  | Pierre Repellini     |  |     |
| D             | 4  | Osvaldo Piazza       |  |     |
| D             | 5  | Christian Lopez      |  |     |
| M             | 6  | Dominique Bathenay   |  |     |
| A             | 7  | Patrick Revelli      |  |     |
| M             | 8  | Jean-Michel Larqué   |  |     |
| A             | 9  | Hervé Revelli        |  |     |
| M             | 10 | Jacques Santini      |  |     |
| A             | 11 | Christian Sarramagna |  | 83e |
| Remplaçants : |    |                      |  |     |
| A             | 13 | Dominique Rocheteau  |  | 83e |
| G             | 16 | Jean Castaneda       |  |     |
| Entraîneur :  |    |                      |  |     |
| Robert Herbin |    |                      |  |     |

## Divers
- En 2015, les dirigeants de l'AS Saint-Étienne décident d'acheter les fameux poteaux carrés, qui étaient entreposés dans la réserve du Musée du football écossais à Hampden Park. Pour une somme estimée à 20 000 euros, ces poteaux rejoignent le musée des Verts, situé dans un angle du stade Geoffroy-Guichard[12].